# Centro Deportivo Sarmiento (Coronel Suárez)
Deportivo Sarmiento es un club deportivo de la ciudad de Coronel Suárez, provincia de Buenos Aires, Argentina. Actualmente juega en la Liga Regional de Suárez. Fue fundado el 1° de julio de 1918 en el local de la Biblioteca Popular Sarmiento, se reunieron un grupo de vecinos con el objeto de "dejar constituida una Asociación Tendiente al Fomento de la Sociabilidad y Cultura.” Bajo este texto se labra el acta de fundación y se nombra una comisión directiva que sería presidida por Juan Emilio Bove. El estadio actualmente lleva el nombre del primer presidente.
Deportivo Sarmiento es uno de los clubes más importantes de Coronel Suárez y de la región. Cuenta con alrededor de 2000 socios y tiene al fútbol como su principal actividad, aunque también otras con mucho auge como el básquetbol, vóley, hockey y además otras disciplinas como: bochas, tenis, patín, tenis de mesa, etc.
Del club surgieron Carlos Javier Odriozola (ex Gimnasia La Plata), actual DT de la Primera de fútbol, y Fabián “Pícaro” Fernández (Club de Gimnasia y Esgrima La Plata, Vélez), entre otros deportistas que se destacaron a nivel nacional.
Es el primer club de la región en conseguir el campeonato del Torneo del Interior (TDI) y obtener el deseado ascenso al Federal "B" (cuarta división de la Asociación del Fútbol Argentino). Popularmente se le conoce con el apodo de Dépor, Orgullo Regional o Verdirojo, principalmente por los colores de su vestimenta.

## Títulos
1. 1927 Campeón Liga Regional de Suárez
2. 1928 Campeón Liga Regional de Suárez
3. 1933 Campeón Asociación Deportiva del Sud (Pigüé)
4. 1941 Campeón Liga Regional de Suárez
5. 1950 Campeón Liga Regional de Suárez
6. 1954 Campeón Liga Regional de Suárez
7. 1984 Campeón Liga Regional de Suárez
8. 1986 Campeón Liga Regional de Suárez
9. 2011 Campeón Liga Regional de Suárez
10. 2013 Campeón Liga Regional de Suárez
11. 2014 Campeón del Torneo Del Interior (Da una plaza al Torneo Federal "B")
12. 2015 Campeón Liga Regional de Suárez

## Estadio
Deportivo Sarmiento cuenta con un gran complejo deportivo llamado Juan Emilio Bove o también llamado Parque de las 3 Avenidas, donde entre sus canchas de tenis, complejos de piletas, canchas de fútbol y hockey se encuentra su estadio de fútbol con capacidad para 3500 espectadores, siendo este, el estadio deportivo más grande de la Liga Regional de Fútbol.